# Leichtathletik-Europameisterschaften 1969/800 m der Frauen

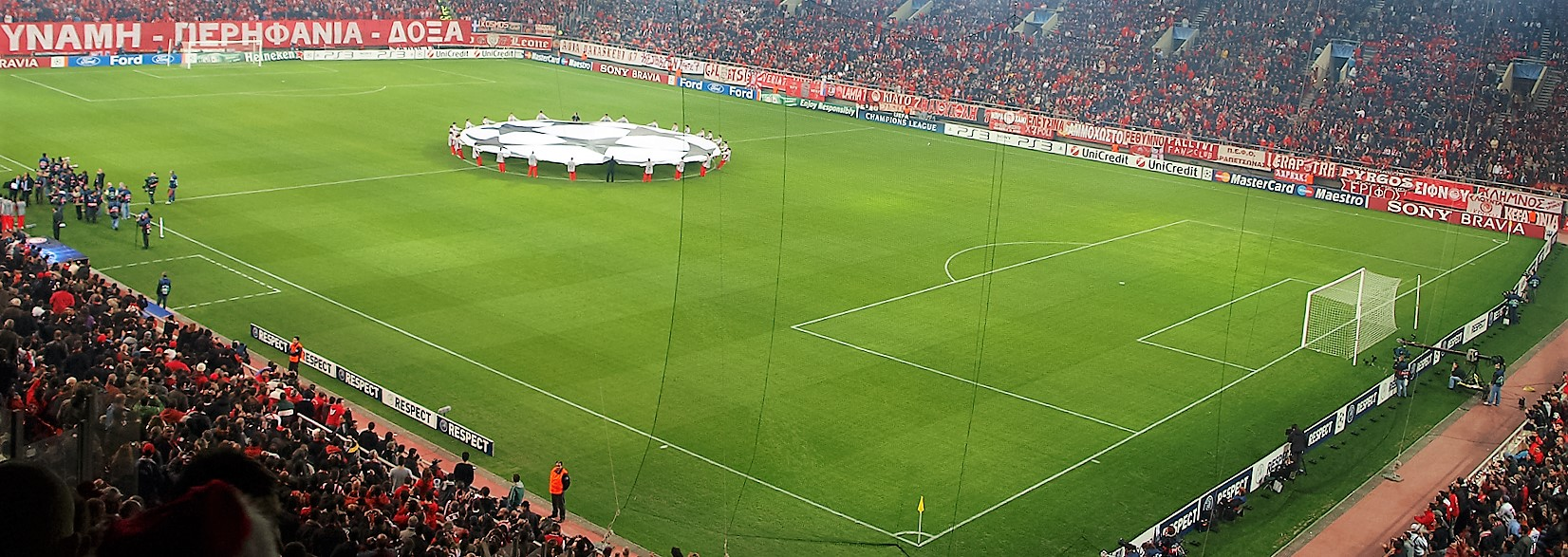
Das Karaiskakis-Stadion im Jahr 2009

Europameisterin wurde die britische Olympiazweite über 400 Meter von 1968 Lillian Board. Sie gewann vor der Dänin Annelise Damm Olesen. Bronze ging an die jugoslawische Titelverteidigerin Vera Nikolić.

## Rekorde

### Bestehende Rekorde
| Weltrekord           | 2:00,5 min | Vera Nikolić | London, Großbritannien  | 20. Juli 1968      |
| Europarekord         | 2:00,5 min | Vera Nikolić | London, Großbritannien  | 20. Juli 1968      |
| Meisterschaftsrekord | 2:02,8 min | Gerda Kraan  | EM Belgrad, Jugoslawien | 16. September 1962 |
| Meisterschaftsrekord | 2:02,8 min | Vera Nikolić | EM Budapest, Ungarn     | 4. September 1966  |

### Rekordverbesserung
Der bestehende  EM-Rekord wurde verbessert und außerdem gab es drei Landesrekorde.
- Meisterschaftsrekord:
  - 2:01,4 min – Lillian Board (Großbritannien), Finale am 17. September
- Landesrekorde:
  - 2:04,5 min – Annelise Damm Olesen (Dänemark), dritter Vorlauf am 16. September
  - 2:02,6 min – Annelise Damm Olesen (Dänemark), Finale am 17. September
  - 2:02,7 min – Barbara Wieck (DDR), Finale am 17. September

## Vorrunde
16. September 1969, 18.10 Uhr
Die Vorrunde wurde in drei Läufen durchgeführt. Die ersten beiden Athletinnen pro Lauf – hellblau unterlegt – sowie die darüber hinaus beiden zeitschnellsten Läuferinnen – hellgrün unterlegt – qualifizierten sich für das Finale.
Die Einteilung der Vorläufe bei insgesamt dünner Beteiligung war nicht gerade glücklich. Die fünfzehn Mittelstrecklerinnen hätte man auf zu je fünf Athletinnen auf drei Läufe verteilen können. Stattdessen gingen im ersten Rennen sechs, im zweiten fünf und im dritten vier Teilnehmerinnen an den Start, womit die Chancengleichheit deutlich beeinträchtigt war.

### Vorlauf 1

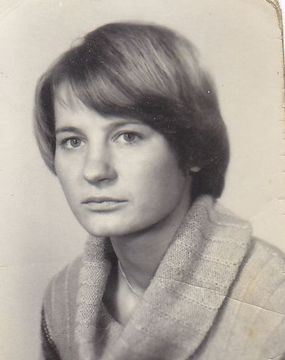
Als Vierte schied Zofia Kołakowska im ersten Vorlauf aus

| Platz | Name               | Nation   | Zeit (min) |
| ----- | ------------------ | -------- | ---------- |
| 1     | Ileana Silai       | Rumänien | 2:05,0     |
| 2     | Anne-Marie Nenzell | Schweden | 2:06,0     |
| 3     | Gertrud Schmidt    | DDR      | 2:06,0     |
| 4     | Zofia Kołakowska   | Polen    | 2:07,1     |
| 5     | Britt Ramstad      | Norwegen | 2:07,4     |
| 6     | Neşe Karatepe      | Türkei   | 2:18,8     |

### Vorlauf 2

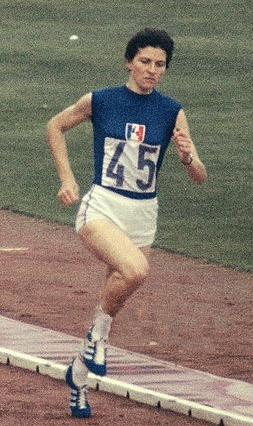
Maryvonne Dupureur, Olympiazweite von 1964, erreichte als Vierte des zweiten Vorlaufs nicht das Finale

| Platz | Name               | Nation         | Zeit (min) |
| ----- | ------------------ | -------------- | ---------- |
| 1     | Vera Nikolić       | Jugoslawien    | 2:04,2     |
| 2     | Pat Lowe           | Großbritannien | 2:05,9     |
| 3     | Milda Kade         | Sowjetunion    | 2:06,7     |
| 4     | Maryvonne Dupureur | Frankreich     | 2:08,6     |
| 5     | María Budavári     | Ungarn         | 2:10,7     |

### Vorlauf 3
| Platz | Name                 | Nation         | Zeit (min) |
| ----- | -------------------- | -------------- | ---------- |
| 1     | Lillian Board        | Großbritannien | 2:04,2     |
| 2     | Annelise Damm Olesen | Dänemark       | 2:04,5 NR  |
| 3     | Ilja Keizer          | Niederlande    | 2:04,8     |
| 4     | Barbara Wieck        | DDR            | 2:05,4     |

## Finale
17. September 1969, 18.00 Uhr
| Platz | Name                 | Nation         | Zeit (min) |
| ----- | -------------------- | -------------- | ---------- |
| 1     | Lillian Board        | Großbritannien | 2:01,4 CR  |
| 2     | Annelise Damm Olesen | Dänemark       | 2:02,6 NR  |
| 3     | Vera Nikolić         | Jugoslawien    | 2:02,6     |
| 4     | Barbara Wieck        | DDR            | 2:02,7 DR  |
| 5     | Ileana Silai         | Rumänien       | 2:03,0     |
| 6     | Pat Lowe             | Großbritannien | 2:03,4     |
| 7     | Anne-Marie Nenzell   | Schweden       | 2:05,2     |
| 8     | Ilja Keizer          | Niederlande    | 2:05,2     |

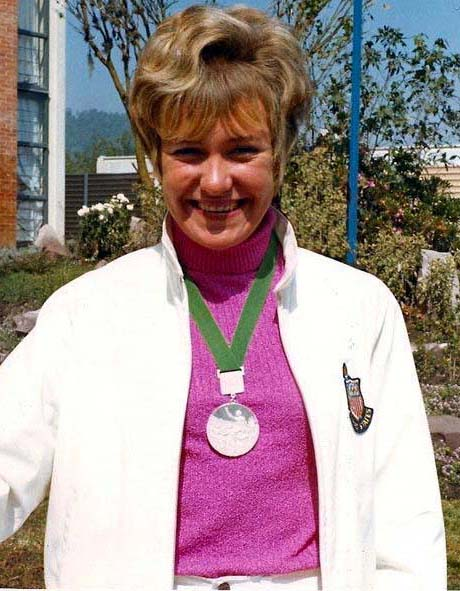
Nach ihrer olympischen 400-Meter-Silbermedaille im Jahr zuvor gewann Lillian Board hier Gold über 800 Meter

Elektronisch wurde eine Siegerzeit von 2:01,50 min gemessen, die allerdings inoffiziell bleibt.

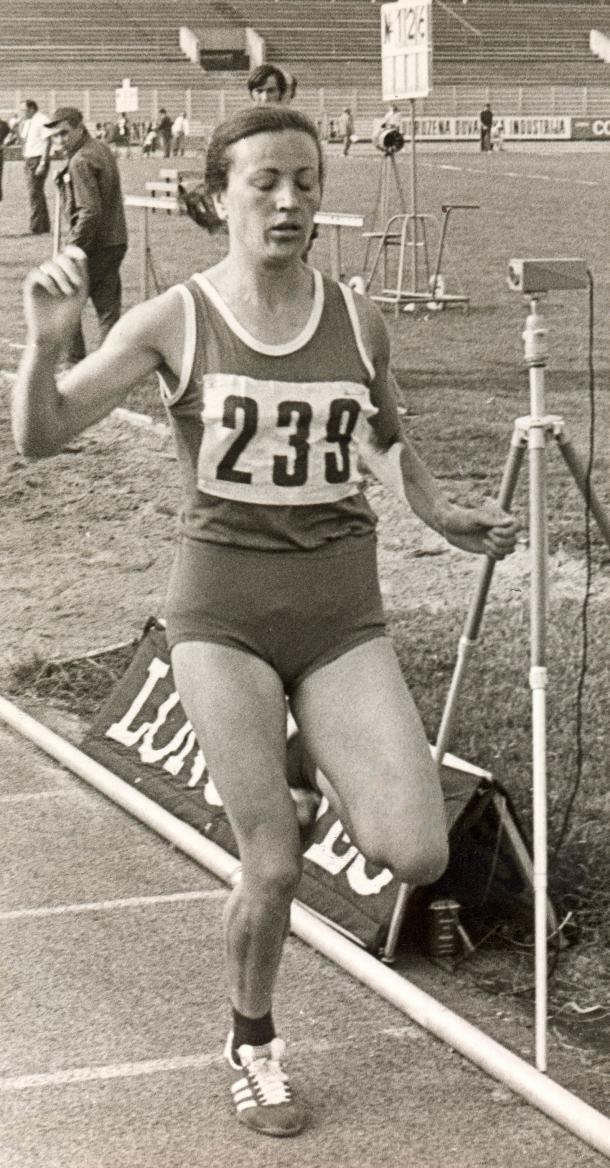
Titelverteidigerin Vera Nikolić gewann die Bronzemedaille
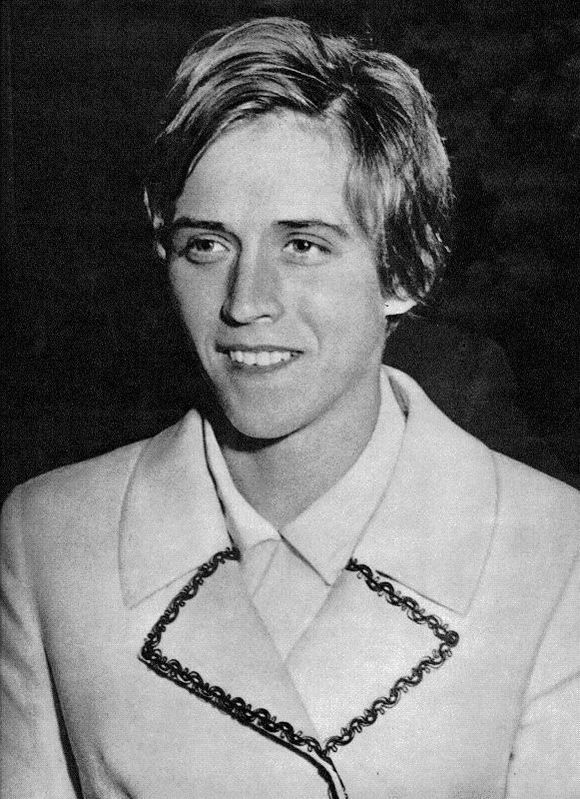
Nachdem Ileana Silai bei den Europameisterschaften 1966 das Finale knapp verpasst hatte und 1968 Olympiazweite wurde, kam sie hier auf den fünften Platz
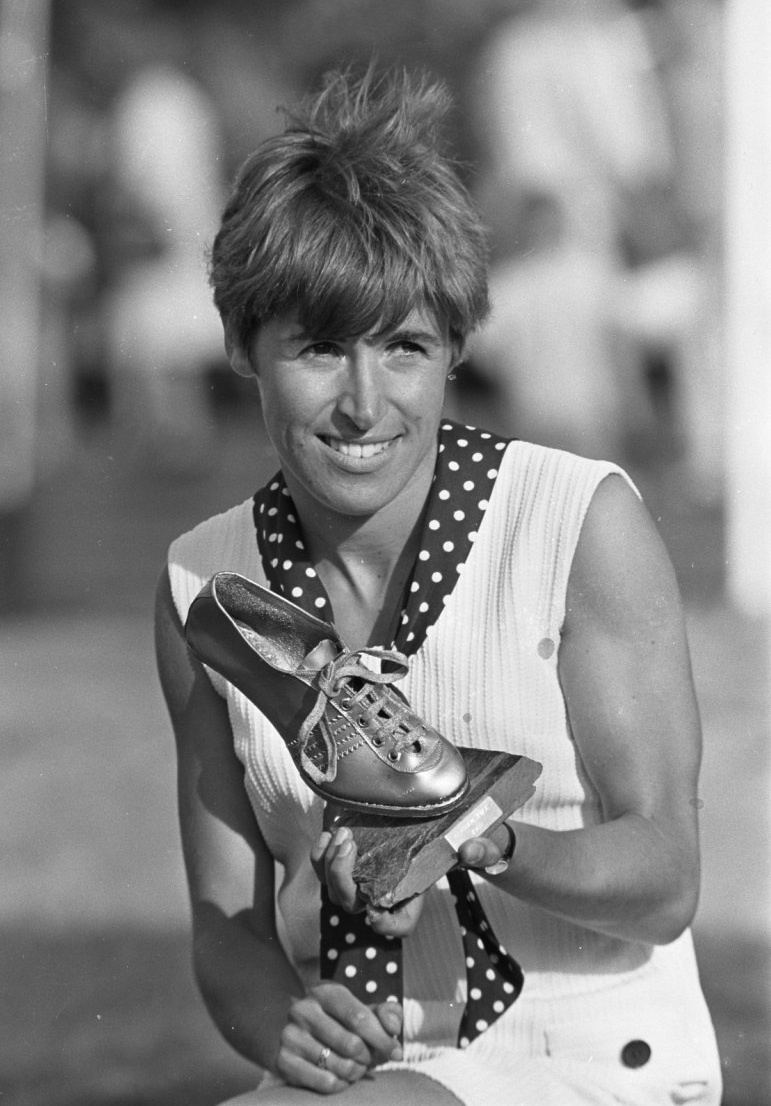
Ilja Keizer, 1966 EM-Siebte, belegte Rang acht – drei Tage später wurde sie Fünfte über 1500 Meter

## Videolinks
- Lillian Board, 1969, youtube.com, abgerufen am 24. Juli 2022
- EUROPEAN ATHLETICS 1969 ATHENS 800 women BOARD, youtube.com, abgerufen am 24. Juli 2022
- European Athletics Finals (1969), Bereich: 0:18 min bis 0:33 min / , youtube.com, abgerufen am 24. Juli 2022